# Јосиф Стаљин
Јосиф Висарионович Џугашвили Стаљин (рус. Иосиф Виссарионович Джугашви́ли Сталин, груз. იოსებ ბესარიონის ძე სტალინი; Гори, 18. децембар 1878 — Москва, 5. март 1953) био је први Генерални секретар Централног комитета Комунистичке партије Совјетског Савеза од 1922. до своје смрти 1953. године. Стаљин је преузео водећу улогу у совјетској политици након смрти Владимира Иљича Лењина 1924. године, постепено маргинализујући своје политичке противнике све док није постао неприкосновени лидер Совјетског Савеза.
Стаљин је покренуо командну економију, замењујући Нову економску политику из 1920-их петогодишњим плановима, чиме је започео период брзе индустријализације и економске колективизације. Преокрет у пољопривредном сектору је пореметио производњу хране, што је изазвало велику глад, укључујући катастрофалну глад у Совјетском Савезу 1932—33 (познату у Украјини као Голодомор).
Током касних 1930-их, Стаљин је започео Велику чистку (познату још и као „Велики терор”), кампању за чишћење Комунистичке партије од људи оптужених за саботаже, тероризам и издају; она је убрзо проширена на војску и друге секторе совјетског друштва. У пракси, чистке су спровођене врло неселективно. Мете су често биле погубљене, затваране у Гулаг радне логоре или протериване. У годинама које су следиле, милиони припадника националних мањина су такође депортоване.
Током 1939. године Стаљин је потписао пакт о ненападању са нацистичком Немачком, након чега је уследила совјетска инвазија на Пољску, Финску, балтичке земље, Бесарабију и северну Буковину. Након што је Немачка прекршила пакт инвазијом на Совјетски Савез 1941, Совјети се прикључују Савезницима и играју важну улогу у поразу сила Осовине, по цену највећих жртава за било коју земљу у рату (углавном због масовне смрти цивила на територијама окупираним од стране Немачке). Након рата, Стаљин је инсталирао марионетске комунистичке режиме у већини земаља источне Европе, формирајући Источни блок, иза онога што је названо „Гвоздена завеса” совјетске владавине током Хладног рата. Стаљинова влада је такође била покретачка снага за уклањање политичких убистава из Конвенције о геноциду из 1948.
Модерна гледишта на Стаљина у Руској Федерацији су у великој мери подељена; једни га сматрају за великог тиранина. а други за способног лидера Након његове смрти, Стаљин и његов режим су били доведени у питање и осуђивани у више наврата. Стаљинов наследник Никита Хрушчов је 1956. године осудио његово наслеђе и тиме започео процес де-стаљинизације Совјетског Савеза. У новембру 2010, руска државна дума је усвојила декларацију којом окривљује Стаљина и остале тадашње високе државне званичнике као главне одговорне за Катињски масакр.

## Детињство и младост
Стаљин је рођен у Грузији у осетинској породици у месту Диди Лило близу града Гори. Његов отац Висарион Џугашвили био је обућар по занимању. Његова мајка Екатарина Геладзе била је кмет од рођења. Њихово троје деце умрло је младо: Јосиф, звани „Сосо” (на грузијском језику Јосиф од милоште) био је јединац. Висарион Иванович Џугашвили је такође био кмет али је ослобођен и постао је обућар. Имао је своју обућарску радњу али је убрзо банкротирао због чега је био принуђен да ради у фабрици обуће у Тифлису и да се национално изјасни као Грузијац. У ретким тренуцима када је пијан долазио кући, најчешће је тукао свог сина и супругу. Један од Стаљинових пријатеља из детињства, Јосиф Иремашвили, је написао: „Те незаслужене и страхотне батине учиниле су да дечак постане тежак и снажан као и његов отац”. Исти пријатељ је такође написао да га никада није видео да плаче. Још један од његових пријатеља из овог периода Иремашвили сматрао је да су батине које је добијао од оца у Стаљину створиле мржњу према ауторитету. Такође је изјавио да је свако ко је имао моћ над другима Стаљина подсећао на његовог оца. По Иремашвилију, Стаљин је био Осет а право му је име „Сослан Џугајев”. Пошто је породица, да би могла да преживи, тежила да се асимилише у грузијско друштво, Стаљиново име се превело на грузијски у „Иосеб Бесарионис дсе Џугхашвили” (груз. იოსებ ბესარიონის ძე ჯუღაშვილი), одатле касније руска верзија „Јосиф Висарионович Џугашвили”. (Stalin und die Tragödie Georgiens, Стаљин и трагедија Грузије, Берлин 1932, др Јосиф Иремашвили)
Један од људи за које је Екатарина прала веш и чистила кућу био је јеврејски трговац из Горија, Давид Паписмедов. Паписмедов је малом Јозефу који је помагао мајци у овим пословима давао новац и књиге на читање и пружао му подршку. Деценијама касније Паписмедов је дошао у Кремљ да би се лично уверио у шта се развио мали Сосо. На изненађење његових сарадника, Стаљин не само да је примио у посету старијег јеврејског господина него се и задржао у срдачном разговору са њим.

## Школовање
1888. године Стаљинов отац оставио је породицу без подршке и отишао да живи у Тифлису. По неким гласинама настрадао је у кафанској тучи док су други тврдили да су га видели живог и здравог још 1931. године у Грузији. Са осам година Стаљин је започео своје школовање у црквеној школи у Горију. Стаљин и његови вршњаци који су похађали ову школу били су углавном Грузијци и говорили су на једном од седам наречја кавкаског језика. Међутим у школи су били обавезни да говоре руски језик. Чак и кад су говорили руски, учитељи у школи подсмевали су се Стаљину и његовим друговима из одељења на грузијском акценту. Његови школски другови, који су углавном били деца богатих свештеника, државних службеника и трговаца су га такође исмевали. Шалили су се на рачун његове офуцане одеће и рошавог лица. Млади Сосо научио је да се супротстави својим мучитељима тако што их је застрашивао. Искоришћавао је слабости својих другова из разреда и излагао их суровом подсмеху. Да би избегао физичку конфронтацију, потенцијалне нападаче је одвраћао од сукоба тако што би им јасно ставио до знања да физичку силу користе као замену за мозак. Оваквом тактиком врло брзо је преузео улогу вође међу својим вршњацима.
Иако се касније трудио да прикрије своје грузијско порекло, Стаљин је током свог детињства био фасциниран грузијским фолклором. Приче које је читао говориле су о грузијским брђанима који су се храбро борили за грузијску независност. Стаљинов омиљени јунак из ових прича био је легендарни брђанин по имену Коба. Због тога је наговорио све своје другове из разреда да га зову Коба, а овај надимак ће постати и његов први револуционарни надимак. Био је одличан ђак и завршио је школу као први у класи због чега је са четрнаест година добио стипендију за наставак школовања у Тифлису на Теолошком семинару, образовној институцији руске православне цркве коју је похађао од 1894. године. Издржавао се тако што је, поред мале стипендије коју је добијао, певао у црквеном хору за шта је добијао плату. Иако је његова мајка желела да буде свештеник (чак и након што је постао лидер Совјетског Савеза) семинар је похађао не зато што је био религиозно опредељен већ зато што је то била једна од ретких могућности за образовање у Грузији зато што су представници власти били невољни да дозволе формирање грузијског универзитета.

## Револуционарни рад
Стаљиново ангажовање у социјалистичком покрету (или прецизније у његовом огранку који ће касније прерасти у комунистички покрет) почело је још док је похађао семинар. Током школских година Стаљин је приступио грузијској Социјал-демократској организацији у оквиру које је почео са пропагирањем Марксизма. Због свог политичког ангажовања Стаљин је 1899. године избачен са семинара. Своје активности наставио је у политичком подземљу Кавказа суочивши се са сталним хапшењима и двоструким прогонством у Сибир између 1902. и 1917. године. У овом периоду био је снажно наклоњен доктрини коју је поставио Владимир Иљич Лењин, а која је заговарала формирање јаке централизоване партије „професионалних револуционара”. Његово практично искуство учинило га је корисним за Лењинову Бољшевичку партију осигуравши му место у Централном комитету у јануару 1912. године. Неки историчари су касније тврдили да је у овом периоду свог живота Стаљин заправо био царски шпијун који је имао задатак да се инфилтрира у Бољшевичку партију али до данас нису откривени било какви објективни докази који би то потврдили. 1913. године узео је име Стаљин што на руском значи „човек од челика”.
Његов једини значајан допринос развоју марксистичке теорије тог доба била је теза Марксизам и национално питање коју је написао за време прогонства у Бечу, а која је заузимала ортодоксни марксистички став према овом важном питању. Ова теза је највероватније допринела његовом именовању за Народног комесара за национална питања по завршетку револуције.

## Брак и породица
Стаљинова прва жена била је Екатарина Сванидзе која је умрла после само три године брака 1907. године. На њеној сахрани Стаљин је изјавио да су са њом нестала и сва топла људска осећања према другим људима јер је само она умела да залечи његово срце. Са њом је имао једног сина Јакова Џугашвилија са којим се није најбоље слагао. Јаков је служио у Црвеној армији 1941. и био је заробљен од стране Немаца. Када су Немци понудили да га размене за високог немачког официра, Стаљин је одбио понуду рекавши „Ја немам сина по имену Јаков.” Јаков је погинуо у немачком заробљеништву тако што је натрчао на ограду под напоном. Међутим, ни до дан данас се не зна прави узрок његове смрти. Многи верују да је он извршио самоубиство.
Стаљинова друга жена Надежда Алилујева умрла је 1932. год.; извршила је самоубиство пуцајући у себе након једне жучне расправе са Стаљином. Према тврдњи њене ћерке, Надежда је написала опроштајну поруку чији садржај је био делом политички, а делом личне природе. Према званичној верзији умрла је од болести али многи и данас верују да ју је Стаљин убио. По неким изворима Стаљин је на њеној сахрани изјавио: „Умрла је као непријатељ.” Са њом је имао двоје деце; сина Василија и ћерку Светлану. Василиј је био ваздухопловац и брзо је напредовао у служби али је 1962. године умро од последица алкохолизма. Стаљин је једино био близак са ћерком Светланом али је она, када је порасла, емигрирала из Совјетског Савеза 1967. год. Имао је и ванбрачног сина Александра рођеног 1916. године.
Стаљинова мајка умрла је 1937. године. Стаљин није присуствовао погребу. Сматра се да је Стаљин до њене смрти био киван на своју мајку зато што га је натерала да се пријави на Тифлишки теолошки семинар због чега ју је често називао „матором курвом”.
Марта 2001. године. Руска независна телевизија НТВ открила је у Новокузњецку до тада непознатог Стаљиновог унука. Јуриј Давидов рекао је за НТВ да му је отац рекао за његово порекло али да му је због тада актуелне кампање против Стаљиновог култа личности речено да ћути. Неколико историчара, укључујући и Александра Солжењицина установили су да је Стаљин имао сина са својом супругом из грађанског брака Лидом током изгнанства у северном Сибиру 1918. год.

## Долазак на власт
1912. године Стаљин је на партијској конференцији у Прагу изабран у бољшевички Централни комитет. 1917. године био је уредник листа Правда док су Лењин и највећи део бољшевичког руководства били у изгнанству. Након Фебруарске револуције Стаљин и одбор уредника Правде пружили су подршку привременој влади Керенског и наводно одбили да објаве Лењинов чланак у коме је позивао на њено рушење. Када се Лењин вратио из изгнанства објавио је Априлске тезе које су додатно учврстиле његов положај.
У априлу 1917. године Стаљин је изабран за члана Централног комитета као трећи по реду по броју гласова партије, да би у мају исте године био изабран за члана Политбироа Централног комитета; на овој функцији остао је до краја живота.
Према сведочењима многих очевидаца, Стаљин је имао минорну улогу у револуцији од 7. новембра коју је увеличао по доласку на власт. Међутим, многи писци као што је Адам Улам наглашавају да је сваки човек у Централном комитету имао своје задужење.
Током грађанског рата у Русији и Пољско-Совјетског рата Стаљин је био политички комесар у Црвеној армији. Његов први положај у влади била је функција Народног комесара за национална питања (1917—23). Такође, био је Народни комесар за радничку и сељачку инспекцију (1920—23) и члан Централног извршног комитета Скупштине Совјета (1917).
У априлу 1922. године. Стаљин је постао генерални секретар владајуће Комунистичке партије, функција која ће временом постати најзначајнија у земљи. Ова позиција није била превише омиљена у партији али је Стаљин у њој видео одличну основу за стицање утицаја и моћи. Ова функција имала је значајног утицаја на доношење одлуке ко сме да приступи партији, што му је омогућило да партијске редове попуни својим присталицама. Стицање широких овлашћења у Стаљиновим рукама изазвало је забринутост код умирућег Лењина који је у свом политичком тестаменту позвао на његово уклањање. Међутим, овај документ је остао у тајности захваљујући члановима Централног комитета од којих су многи такође били критиковани у тестаменту.
После Лењинове смрти у јануару 1924. године. Стаљин, Лав Камењев и Григориј Зиновјев су заједно преузели управљање партијом идеолошки се позиционирајући између Троцког (представника левог крила партије) и Бухарина (на десном крилу партије).
Током овог периода Стаљин се одрекао традиционалне бољшевичке доктрине о спровођењу интернационалне револуције у корист политике изградње социјализма у једној земљи што је било у директној супротности са теоријом Перманентне револуције чији је творац био Троцки. Стаљин ће ускоро променити страну и приклонити се Бухарину. Заједно су се супротставили опозицији коју су чинили Троцки, Камењев и Зиновјев. До 1928. год. (прва година петогодишњег плана) Стаљин је постао врховни вођа, а Троцки је следеће године прогнан. Успевши да изманеврише Бухариново десно крило партије, Стаљин је заговарао колективизацију и индустријализацију и може се рећи да је у потпуности преузео контролу над партијом и државом. Ипак популарности појединих лидера као што су Сергеј Киров и тзв. Руитин Афер онемогућавала је Стаљину да оствари потпуну власт све до велике чистке која је спроведена у периоду од 1936. до 1938. год.

## Стаљин и промене у совјетском друштву

### Индустријализација
Први светски рат и грађански рат имали су катастрофалне последице за економију Русије. Индустријска производња је 1922. године износила само 13% од укупне индустријске производње из 1914. године. Под Стаљиновим руководством нова економска политика која је дозвољавала одређени степен слободе тржишта у контексту социјализма (НЕП), замењена је крајем 1920. године централизованим системом индустријског развоја подељеним на петогодишње планове. Овим плановима била је предвиђена брза индустријализација и колективизација пољопривреде којом је управљао државни врх. Упркос првобитним ломовима и неуспесима први Петогодишњи план постигао је веома брзу индустријализацију. Совјетски Савез, генерално означен као најсиромашнија земља у Европи је током 1922. године реализовао индустријализацију темпом који је далеко надмашивао темпо индустријализације Немачке у 19. веку и Јапана у 20. веку.
Без икаквог почетног капитала, бедне спољне трговине и скоро без икакве модерне индустрије Стаљинова влада финансирала је индустријализацију путем ограничавања друштвене потрошње да би остварила вишак вредности за поновно инвестирање у индустрију и путем сурове експлоатације имућног сељаштва. У највећем броју случајева индустријски радници су били недовољно плаћени. Прво, заробљеници у гулазима су коришћени као бесплатна радна снага. Друго, честе су биле мобилизације комуниста и Комсомолаца како би учествовали на реализацији великих грађевинских пројеката.

### Колективизација
Стаљинов режим покренуо је присилну колективизацију пољопривреде. Теорија на основу које је колективизација спроведена сматрала је да ће се производња прехрамбених производа побољшати уколико се мале и неефикасне фарме замене великим фармама за чију обраду би се обезбедила модерна механизација.
Колективизација је значила и значајне друштвене промене у обиму који није виђен још од укидања феудализма у Русији 1861. године и одвајања државе од вршења директне контроле над земљом и њеним производима. Колективизација је такође проузроковала и значајан пад животног стандарда сељаштва (али не свог; стандард најсиромашнијег слоја сељаштва се поправио), што је проузроковало жесток отпор овог слоја становништва који је попримао и насилне елементе.
У првој години колективизације пољопривредна производња је опала. Стаљин је кривицу за лоше резултате свалио на „кулаке” (богате сељаке) који су се опирали колективизацији. Због тога је кулаке, њихове помагаче и некадашње кулаке требало стрељати, затворити у гулаге или протерати у удаљене крајеве земље, у зависности од тежине њихове кривице.
Многи историчари се слажу у ставу да су поремећаји у друштву које је изазвала присилна колективизација били главни узрок велике глади (укр. Голодомор) због које је само у Украјини и области доње Волге током 1932—1933. године умрло пет милиона људи.

### Наука
Наука у Совјетском Савезу је као и уметност, књижевност и све остало, била под стриктном идеолошком контролом. Позитивни ефекти оваквог система довели су до значајног напретка у идеолошки сигурним научним областима захваљујући бесплатном образовном систему и државном финансирању истраживачких подухвата. Ипак, у појединим случајевима последице идеолошког притиска биле су драматичне што се најбоље види у областима тзв. „буржоаске псеудонауке”, генетике и кибернетике.
Крајем четрдесетих година 20. века постојали су покушаји да се посебне и опште теорије релативитета као и квантна механика изопште из процеса образовања због идеолошке неподобности. Међутим, најбољи совјетски физичари јасно су ставили до знања политичком врху да без употребе ових теорија неће бити у могућности да развију нуклеарну бомбу.
Лингвистика је била једина академска област у којој је Стаљин дао лични допринос. На почетку Стаљинове владавине доминантна фигура у совјетској лингвистици био је Николај Јаковљевич Мар, који је заступао становиште да је језик класна конструкција и да је његова структура у директној вези са економском структуром становништва. Стаљин, који је у претходном периоду као Народни комесар за националности писао о језичкој политици, сматрао је да је довољно овладао материјом да би могао да се супротстави Маровом простом марксистичком схватању језика и на тај начин оконча његову доминацију у совјетској лингвистици. Стаљиново најзначајније дело из области лингвистике било је мали есеј под називом „Марксизам и проблеми лингвистике”. Иако овај есеј није значајно допринео теоријском схватању лингвистике, Стаљин је релативно коректно и без грешака обрадио ову тему успевши да својим утицајем, ослободи совјетску лингвистику идеолошког предзнака који је у великој мери доминирао и другим областима као што је генетика.
Научно-истраживачки рад у скоро свим областима био је ометен чињеницом да је велики број научника послат у логоре (укључујући и Лева Ландауа, касније добитника Нобелове награде, који је од 1938. до 1939. године провео годину дана у затвору) или су погубљени (као Лев Шубников, који је стрељан 1937. год.). Они су били прогоњени због својих (стварних или фабрикованих) дисидентских ставова и „политички неисправног” истраживања.
Упркос свему, под Стаљиновом влашћу су постигнути значајни помаци у области науке и технологије који ће касније, током педесетих година 20. века представљати основу за чувена достигнућа као што су конструисање првог рачунара БЕСМ-1 или лансирање свемирског сателита Спутњик 1957. године. Заиста, многи политичари у САД су након тзв. „Спутњик кризе” сматрали да је СССР далеко надмашио њихову земљу у области науке и јавног образовања.

### Друштвене услуге
Стаљинова влада је главно тежиште својих социјалних делатности усмерила на успостављање система бесплатне здравствене заштите. Спроведене су обимне кампање сузбијања заразних болести као што су тифус, колера и маларија; број доктора је рапидно повећаван брзином којом је то дозвољавао постојећи образовни систем; укупан проценат смртности као и смртност одојчади је био у сталном опадању. Целокупно образовање је било бесплатно и доступно свим слојевима становништва. Спровођено је масовно описмењавање. Образовни систем је значајно проширен и отворени су бројни нови универзитети. Генерација која је расла под Стаљином била је сведок отварања нових пословних могућности нарочито за жене.

### Култура и религија
За време Стаљинове владавине званични животни стил назван Реал-социјализам добио је свој израз и у уметности кроз уметничко сликарство, вајарство, музику, драму и књижевност. До тада популарни правци у уметности као што су револуционарни експресионизам, апстрактна уметност и експериментална авангарда били су обесхрабривани и одбачени као формалистички.
Стаљинов однос према значајним руским уметницима разликовао се од случаја до случаја. Неки су погубљени или послати у радне логоре, док су други упркос сталним притисцима и прогањањима наставили да стварају. У овом периоду у СССР се враћа и велики број уметника из емиграције, као што су то били Алексеј Толстој, који се вратио 1925. године, Александар Куприн 1936. године и Александар Вертински 1943. године. Случај Ане Ахматове је био врло специфичан. Иако је њен први муж, песник Николај Гумилев стрељан 1921. године, а њен син Лев Гумилев провео 20 година у радном логору, она је прошла кроз неколико циклуса репресије и рехабилитовања и никада није ухапшена.
Стаљиново лично уплитање у све области друштвеног живота, укључујући и културу, различито се оцењује. Међутим, његово име се често појављивало у разним културолошким расправама тога времена, а у појединим спорним случајевима његово мишљење је било пресудно.
Његов повремени покровитељски однос према појединим уметницима манифестовао се на најчудније начине. Нпр. Михаил Булгаков је био дотеран на границу сиромаштва и очаја, али је после личног обраћања Стаљину добио дозволу да настави са радом. Његова драма „Дани превирања”, у којем је испољио наклоњен однос према антибољшевичкој породици која се нашла у вихору грађанског рата, коначно је постављена на сцену, наводно на Стаљиново инсистирање и задржала се деценијама на сцени Московског театра.
У архитектури, Стаљинов империјалистички стил (у основи осавремењени неокласицизам) примењен на изградњу грандиозних грађевина, као што је то случај са седам облакодера у Москви) заменио је конструктивизам двадесетих година 20. века. За овај период у архитектури везана је занимљива анегдота која се односи на различита крила хотела Москва у Москви. Према неким тврдњама, Стаљин је грешком потписао оба предложена пројекта за изградњу хотела. Архитекта који је руководио изградњом био је превише уплашен да би разјаснио забуну са Стаљином због чега је до одређене мере испоштовао оба пројекта. (Ова анегдота је заправо најобичнија шала, а хотел је несиметричан зато што су на његовој изградњи радила два тима архитеката која су имала различите ставове о томе како зграда треба да изгледа).
Стаљинова улога у судбини Руске православне цркве је врло сложена. Константни прогони током тридесетих година скоро су довели до њеног истребљења; до 1939. године број активних парохија свео се на неколико стотина (у односу на 54.000 колико их је било 1917), многе цркве су сравњене са земљом, а на десетине хиљада свештеника, монаха и монахиња је погубљено или одведено у радне логоре. Током Другог светског рата цркви је, као патриотској организацији, дозвољено делимично обнављање: поново је успостављено на хиљаде парохија све до новог таласа репресије за време Хрушчовљеве владавине. Кад је Црквени синод признао совјетску владу и Стаљинову личност, дошло је до раскола са Руском православном црквом изван Русије.